# Stereodon draytonii
Stereodon draytonii là một loài Rêu trong họ Hypnaceae. Loài này được (Sull.) Mitt. mô tả khoa học đầu tiên năm 1873.